# Willana de Botti
Willana de Botti, właśc. wł. Villana de' Botti  (ur. ok. 1332 we Florencji, zm. w styczniu 1361 tamże) – włoska tercjarka dominikańska, błogosławiona Kościoła rzymskokatolickiego.
Urodziła się w rodzinie patrycjuszy. Była córką Andrzeja de Botti (wł. Andrea di Lapo de' Botti) i Florentyny (wł. Florentine). Będąc bardzo pobożnym dzieckiem, w wieku 13 lat uciekła do klasztoru, ale odmówiono jej przyjęcia. W lipcu 1351 roku wydano ją za mąż za Rossa di Piero Benintendi. Zaczęła wieść życie leniwe i oddawać się przyjemnościom. Po swym nawróceniu, szukając pomocy dla siebie, wstąpiła do III Zakonu św. Dominika oddając się modlitwom i czytaniu Biblii oraz żywotów świętych. Doświadczyła ekstazy religijnej podczas mszy świętej. Miała również wizje Matki Bożej i świętych oraz dar prorokowania.
Zmarła śmiercią naturalną w opinii świętości w 30 roku życia. Została pochowana w rodzinnym mieście w Santa Maria Novella.
Jej wspomnienie liturgiczne obchodzone jest 28 lutego lub 26 sierpnia. Zakon dominikański wspomina bł. Willanę 29 stycznia.
Jej lokalny kult potwierdził Leon XII 28 marca 1824, a akt beatyfikacji ogłosił w 1829 roku.